# Histon H3
Histon H3 je jedan od pet glavnih histonskih proteina koji sačinjavaju strukturu hromatina u eukariotskim ćelijama. On sadrži globularni glavni domen i dug N-terminusni rep. H3 je deo strukture nukleozoma. Histonski proteini su podložni visokom stepenu posttranslacionih modifikacija. Histon H3 je najekstenzivnije modifikovan među histonima.
Drugi histonski proteini su:
- H1
- H2A
- H2B
- H4

## Genetika
Histone H3 kodira nekoliko gena u ljudskom telu. Neki od njih su: